# Гаррі Стек Салліван
Га́ррі Стек Са́лліван (англ. Harry Stack Sullivan) — 21 лютого 1892, Норідж, Нью-Йорк — 14 січня 1949, Париж, Франція — американський психолог і психіатр, представник неофройдизму, засновник інтерперсонального психоаналізу.

## Біографія
Його предки були ірландцями, які емігрували в США. Його батьки були бідними ірландськими фермерами, діти яких, за винятком Гаррі, вмерли в дитячому віці. Його мати, будучи інвалідом, не відрізнялася життєрадісністю і не могла дати синові необхідного тепла. Вона не цікавилася ним і відчувала роздратування у зв'язку із злиденним існуванням сім'ї. Його батько був боязким і потайливим фермером, і рідко хвалив свого сина. З трирічного віку дитинство хлопчика проходило на фермі в сільській громаді поблизу Норіджа, де Саллівани були єдиною сім'єю католиків. У нього не було друзів серед однолітків, їх замінювали йому тварини на фермі, особливо коні, пристрасть до яких збереглося на довгі роки.
У школі ще хлопчиком майбутній психолог не мав друзів і відчував себе недостатньо комфортно серед однолітків. Він зацікавився фізикою, але з часом вирішив зайнятися медициною і вступив до Чиказького коледж медицини та хірургії, який закінчив у 1917 році, здобувши докторський ступінь. Під час навчання пройшов курс психоаналітичної терапії, що становив понад сімдесят годин. Після закінчення коледжу Салліван був призваний в армію і служив старшим лейтенантом. Після Першої світової війни він продовжив службу як медик у Федеральній раді професійної освіти, а потім у Службі народного здоров'я.
У 1922 році він почав працювати в лікарні Святої Єлизавети у Вашингтоні (округ Колумбія). Робота здійснювалася під керівництвом провідного спеціаліста в області нейропсихіатрії В. Вайта — одного з перших прихильників психоаналізу в США. У цей період їм був проявлений інтерес до проблем шизофренії та психоаналізу як методу лікування психічних розладів. Після знайомства з К. Томпсон він ініціював її поїздку до Європи для проходження особистого аналізу, щоб після її повернення в США пройти у неї відповідний аналіз. К. Томпсон пройшла особистий аналіз у Шандора Ференці в Будапешті і, повернувшись в США в 1933 році, стала аналітиком Саллівана.
Помітно іншими були вихідні позиції Саллівана, який вже в 1920-их роках досяг вражаючих клінічних результатів у новаторській роботі з «важкими» для розуміння пацієнтами-шизофреніками, а в 1930-ті роки з не меншим успіхом працював із ще однією «важкою» категорією пацієнтів, що страждали неврозом нав'язливих станів. Зі своєї клінічної роботи Салліван зміг не тільки вивести клінічні наслідки, але й звернутися до теоретичної розробки порушеної в ній проблематики.
У 1923 році Гаррі Салліван почав працювати на посаді психіатра в лікарні Шеппарда і Пратта в Балтіморі (штат Мериленд). У 1924 році став членом Американської психоаналітичної асоціації. З 1925 року став керівником клінічних досліджень і екстраординарним професором психіатрії на медичному факультеті Мерилендського університету. В організованому ним приймальному відділенні для хворих на шизофренію була створена така атмосфера, яка відрізнялася від традиційних медичних стаціонарів. Медичний персонал доброзичливо ставився до хворих і був складовою частиною не тільки терапевтичної спільноти, але й терапевтичного процесу, який передбачає повагу до пацієнтів та підвищення у них почуття власної цінності. Салліван виступав як терапевт, супервізор та дослідник, наголошував на соціокультурних факторах виникнення і розвитку психічних розладів. Протягом декількох років він обстежив понад двісті п'ятдесят молодих чоловіків, що страждали на шизофренію. На основі дослідницької та терапевтичної діяльності їм було зроблено висновок, відповідно до якого завдяки психоаналітичному лікуванню у 61 % пацієнтів-шизофреніків спостерігалося помітне поліпшення їхнього психічного стану
У 1929 році Саллівана було обрано до Виконавчого комітету Американської психоаналітичної асоціації. У 1931 році він переїхав до Нью-Йорка, де відкрив приватну практику. У 1932 році спільно з іншими колегами заснував Вашингтонсько-Балтиморське психоаналітичне суспільство, першим головою якого стала К. Томпсон. У 1933 році став президентом Психіатричного фонду В. А. Вайта. У 1936 році Салліван заснував Вашингтонську школу психіатрії, в якій вивчення психоаналізу поєднувалося з гуманітарними науками. У 1938 році він повернувся до Вашингтона, де працював консультантом з підготовки молодих американців до військової служби. Під час Другої світової війни розробив процедури відбору молоді в армію і рекомендації щодо зміцнення морального духу і лідерства серед військовослужбовців. У 1941 році Салліван став почесним членом Американського інституту психоаналізу. У 1943 році, разом з К. Томпсон, Е. Фроммом та іншими психоаналітиками, він став співзасновником нью-йоркської філії Вашингтонської школи психіатрії, до складу якої кілька років входив Інститут Вільяма Алансона Вайта в Нью-Йорку, який у 1946 році став незалежним навчальним закладом, що дістав назву Інституту психіатрії, психоаналізу та психології.
Цілями даного інституту були підготовка психіатрів і психологів, фахівців в області теорії та практики психоаналізу, а також поширення психоаналітичних ідей серед вчителів, соціальних працівників, священників та лікарів.
В кінці 40-х років Г. С. Салліван був представником США з підготовки різних проєктів ЮНЕСКО, особливо проєкту з вивчення впливу напруженості на міжнародні відносини. У 1948 році він став членом комісії з підготовки Всесвітнього конгресу з психічного здоров'я. Помер 14 січня 1949 року в Парижі, куди він приїхав на конференцію ЮНЕСКО по шляху повернення додому зі зборів Виконавчої ради Всесвітньої федерації психічного здоров'я, що проходили в Амстердамі.

## Особисте життя
Останні 22 роки свого життя Салліван провів у стосунках з Джеймсом Інско, який був на 20 років молодший за Саллівана. Хоча деякі сучасники та історики вважали Інско прийомним сином, біографія його колеги Хелен Свік Перрі згадує ці стосунки, що свідчить про те, що близькі друзі усвідомлювали, що вони були партнерами.

## Наукова робота
За життя Г. С. Саллівана була видана тільки одна його книга «Концепції сучасної психіатрії» (1947). Після його смерті було опубліковано низку робіт, що були курсами лекцій, які він читав студентам Вашингтонської школи психіатрії. У ці публікації увійшли як записані на магнітофон окремі лекції, стенограми деяких лекційних курсів, так і рукописні матеріали, які використовував Г. С. Салліван при підготовці до читання відповідних курсів лекцій. У книгу «Клінічні дослідження в психіатрії» (1956) увійшли лекції, прочитані ним в 1943 році, в роботу «Психіатричне інтерв'ю» (1954) — цикл лекцій 1944—1945 рр., в книгу «Міжособистісна теорія психіатрії» (1953) — лекції 1946—1947 рр. Після смерті Г. С. Саллівана були опубліковані також такі його роботи, як «Шизофренія як людський процес» (1962), «Злиття психіатрії та соціальної науки» (1964), двотомне видання його творів, яке вийшло друком у 1965 році, «Особиста психопатологія» (1971). Низка цих робіт охоплює раніше опубліковані Г. С. Салліваном в різних журналах статті, а також ті матеріали, які не були надбанням наукової громадськості, але були написані ним в період з 1924 по 1947 рік.